# سيموني فارينا
سيموني فارينا (بالإيطالية: Simone Farina)‏ (18 أبريل 1982 بروما في إيطاليا - ) هو لاعب كرة قدم إيطالي في مركز الدفاع. شارك مع منتخب إيطاليا تحت 15 سنة لكرة القدم. أما مع النوادي، فقد لعب مع نادي روما ونادي سيتاديلا ونادي كاتانيا وASD Celano Calcio ‏ ونادي غوبيو وASD Gualdo Casacastalda ‏.

## روابط خارجية
- سيموني فارينا على موقع قاعدة بيانات كرة القدم.إي يو (الإنجليزية)
- سيموني فارينا على موقع عالم كرة القدم.نت (الإنجليزية)